# Taranto Calcio 1906 1996-1997
Questa pagina raccoglie le informazioni riguardanti il Taranto Calcio 1906 nelle competizioni ufficiali della stagione 1996-1997.

## Stagione
Nella stagione 1996-1997 il Taranto disputa il girone C del campionato di Serie C2, raccoglie 33 punti con l'ultimo posto in classifica. Una stagione negativa per i risultati e per la sfortuna, o entrambe le opzioni. Molti incontri giocati sul campo di Castellaneta per l'inagibilità dello Iacovone, con un solo punto in più, dei tanti gettati alle ortiche, sarebbe bastato a giocarsi la salvezza ai playout. Tre allenatori che si sono alternati, nel tentativo di mantenere la categoria professionistica, senza riuscirci. Così il Taranto retrocede nel Campionato Nazionale Dilettanti.

## Rosa
| N. |                   | Ruolo | Calciatore                  |
| -- | ----------------- | ----- | --------------------------- |
|    | Italia (bandiera) | A     | Sossio Aruta                |
|    | Italia (bandiera) | C     | Piero Caputo                |
|    | Italia (bandiera) | C     | Michele Cazzarò             |
|    | Italia (bandiera) | C     | Roberto Chiappara           |
|    | Italia (bandiera) | A     | Loriano Cipriani            |
|    | Italia (bandiera) |       | Conte                       |
|    | Italia (bandiera) | A     | Salvatore Fabio Di Domenico |
|    | Italia (bandiera) | C     | Fabio Di Lauro              |
|    | Italia (bandiera) | A     | Vincenzo Di Maio            |
|    | Italia (bandiera) | C     | Sandro Federico             |
|    | Italia (bandiera) | D     | Diego Ficarra               |
|    | Italia (bandiera) | C     | Antonio Foschini            |
|    | Italia (bandiera) | P     | Francesco Galati            |
|    | Italia (bandiera) | C     | Roberto Gemmi               |
|    | Italia (bandiera) |       | Giuseppe Guidetti           |
|    | Italia (bandiera) | D     | Gennaro Grillo              |
|    | Italia (bandiera) | D     | Vito Incrivaglia            |
|    | Italia (bandiera) | C     | Francesco Latartara         |

| N. |                   | Ruolo | Calciatore          |
| -- | ----------------- | ----- | ------------------- |
|    | Italia (bandiera) | D     | Vincenzo Maiuri     |
|    | Italia (bandiera) | P     | Aniello Mancon      |
|    | Italia (bandiera) | P     | Vincenzo Marinacci  |
|    | Italia (bandiera) | C     | Michele Menolascina |
|    | Italia (bandiera) | D     | Stefano Mundala     |
|    | Italia (bandiera) | C     | Giorgio Olivari     |
|    | Italia (bandiera) | C     | Tommaso Pernisco    |
|    | Italia (bandiera) | C     | Luca Perrotta       |
|    | Italia (bandiera) | C     | Giovanni Renna      |
|    | Italia (bandiera) | P     | Ivano Rotoli        |
|    | Italia (bandiera) | C     | Carmelo Russo       |
|    | Italia (bandiera) |       | Sanguedolce         |
|    | Italia (bandiera) | C     | Francesco Santoro   |
|    | Italia (bandiera) | A     | Antonino Sparacio   |
|    | Italia (bandiera) | A     | Fabio Simonetti     |
|    | Italia (bandiera) | D     | Giuseppe Stante     |
|    | Italia (bandiera) |       | Aloisio Talilli     |
|    | Italia (bandiera) | D     | Danilo Vitali       |

## Risultati

### Serie C2

#### Girone di andata
| Arbitro: | Raccichini (Voghera) |

|                            |           |                 |
| Mancini 53’ Ricci 55’, 77’ | Marcatori | 65’ Incrivaglia |

| Arbitro: | Griselli (Livorno) |

|  |           |                     |
|  | Marcatori | 55’ (rig.) Balducci |

| Arbitro: | Evangelista (Avellino) |

|             |           |  |
| Polidori 2’ | Marcatori |  |

| Arbitro: | G. Rossi (Rimini) |

|  |           |                                  |
|  | Marcatori | 42’ Di Dio 90+7’ (rig.) Italiano |

| Arbitro: | Pivi (Legnago) |

|                            |           |  |
| Tamburrini 45’ Gennari 57’ | Marcatori |  |

| Arbitro: | Rotondi (Piombino) |

|                             |           |             |
| Sparacio 57’ Cipriani 90+3’ | Marcatori | 66’ Fiorino |

| Arbitro: | Bianchi (Prato) |

|          |           |  |
| Zian 57’ | Marcatori |  |

| Arbitro: | Soffritti (Ferrara) |

|  |           |            |
|  | Marcatori | 58’ Brutto |

| Roma 3 novembre 1996 9ª giornata | Frosinone                       | 0 – 0 | Taranto | Stadio Flaminio\| Arbitro: \| Vendramin (Castelfranco Veneto) \| |
| Arbitro:                         | Vendramin (Castelfranco Veneto) |       |         |                                                                  |

| Arbitro: | Ciulli (Roma) |

|            |           |  |
| Caputo 23’ | Marcatori |  |

| Arbitro: | Verrucci (Fermo) |

|                      |           |  |
| Moretti 90+3’ (rig.) | Marcatori |  |

| Castellaneta 1 dicembre 1996 12ª giornata | Taranto           | 0 – 0 | Marsala | Stadio Antonio De Bellis\| Arbitro: \| Malatesta (Terni) \| |
| Arbitro:                                  | Malatesta (Terni) |       |         |                                                             |

| Arbitro: | Cuttica (Alessandria) |

|                |           |                       |
| Vallarella 81’ | Marcatori | 20’ (aut.) Vallarella |

| Arbitro: | Fausti (Milano) |

|            |           |                        |
| Caputo 38’ | Marcatori | 4’ S. Russo 90’ D'Antò |

| Benevento 22 dicembre 1996 15ª giornata | Sporting Benevento | 0 – 0 | Taranto | Stadio Santa Colomba\| Arbitro: \| Bianco (Mestre) \| |
| Arbitro:                                | Bianco (Mestre)    |       |         |                                                       |

| Arbitro: | Lampertico (Milano) |

|  |           |                |
|  | Marcatori | 90’ De Carolis |

| Arbitro: | Calcagno (Nichelino) |

|                    |           |            |
| Talilli 85’ (aut.) | Marcatori | 20’ Caputo |

#### Girone di ritorno
| Arbitro: | Cossaro (Udine) |

|                                |           |               |
| Cipriani 26’ Grasso 79’ (aut.) | Marcatori | 43’ Cavaliere |

| Viterbo 26 gennaio 1997 19ª giornata | Viterbese            | 0 – 0 | Taranto | Stadio Enrico Rocchi\| Arbitro: \| Castellin (Conselve) \| |
| Arbitro:                             | Castellin (Conselve) |       |         |                                                            |

| Arbitro: | Sciamanna (Ascoli Piceno) |

|            |           |                                           |
| Caputo 23’ | Marcatori | 26’, 61’ (rig.), 85’ Baratto 42’ Vanzetto |

| Arbitro: | Urbano (Carbonia) |

|                |           |  |
| Semplice 90+4’ | Marcatori |  |

| Arbitro: | Biasutto (Vicenza) |

|                                           |           |  |
| Vitali 29’, 45’ Caputo 45+1’ Foschini 84’ | Marcatori |  |

| Altamura 23 febbraio 1997 23ª giornata | Altamura               | 0 – 0 | Taranto | Stadio Tonino D'Angelo\| Arbitro: \| Silvestrini (Macerata) \| |
| Arbitro:                               | Silvestrini (Macerata) |       |         |                                                                |

| Arbitro: | Tomasi (Conegliano) |

|              |           |               |
| Cipriani 56’ | Marcatori | 16’ N. Basile |

| Arbitro: | Papini (Perugia) |

|               |           |  |
| D'Isidoro 23’ | Marcatori |  |

| Arbitro: | Cicoianni (Ascoli Piceno) |

|              |           |                  |
| Cipriani 34’ | Marcatori | 52’ Gagliarducci |

| Arbitro: | Pozzi (Como) |

|                      |           |               |
| Balestrieri 58’, 82’ | Marcatori | 79’ Chiappara |

| Arbitro: | Calabrese (Avezzano) |

|                   |           |  |
| Caputo 17’ (rig.) | Marcatori |  |

| Arbitro: | Ferrarini (Parma) |

|                                          |           |              |
| Cioffi 2’ Alberti 55’ Maurizi 62’ (rig.) | Marcatori | 90’ Cipriani |

| Arbitro: | Buda (Pescara) |

|             |           |  |
| Cazzarò 70’ | Marcatori |  |

| Arbitro: | Pozzi (Como) |

|            |           |  |
| D'Antò 35’ | Marcatori |  |

| Arbitro: | Castellani (Verona) |

|              |           |                                      |
| Cipriani 86’ | Marcatori | 23’ Petitto 27’ Ianuale 76’ Moscetta |

| Arbitro: | Ferone (Terni) |

|              |           |                                |
| Barrucci 44’ | Marcatori | 2’ (aut.) Baldini 67’ Perrotta |

| Arbitro: | Rosetti (Torino) |

|                                   |           |  |
| Caputo 59’ (rig.) Menolascina 72’ | Marcatori |  |

### Coppa Italia Serie C
| Arbitro: | Vittoria (Napoli) |

|           |           |             |
| Aruta 76’ | Marcatori | 4’ D'Aversa |

| Arbitro: | S. Ayroldi (Salerno) |

|                                                            |                      |                                                               |
| Corvo 67’ (rig.)                                           | Marcatori            | 45+2’ (rig.) Maiuri                                           |
| Quaranta Piccinno D'Aversa Miccoli Greco De Cesare Losacco | Tiri di rigore 5 – 6 | Maiuri Latartara Russo Sparacio Aruta Incrivaglia Sanguedolce |

| Arbitro: | Mandolito (Cosenza) |

|                               |           |              |
| Cazzarò 13’ Sparacio 33’, 39’ | Marcatori | 42’ Moscelli |

| Arbitro: | Lombardi (Lanciano) |

|            |           |  |
| Fiorno 60’ | Marcatori |  |

| Arbitro: | Buda (Pescara) |

|              |           |  |
| Cipriani 11’ | Marcatori |  |

| Arbitro: | Tullio (Avezzano) |

|                             |           |  |
| Puglisi 3’ Tribuna 11’, 82’ | Marcatori |  |